# Мервин ап Гуриад
Мервин ап Гуриад (валл. Merfyn ap Gwriad; умер в 844); также известный как Мервин Веснушчатый (валл. Merfyn Frych) и Мервин Угнетатель (валл. Merfyn Camwri) — король Гвинеда с 825 по 844 годы. Основатель гвинедской династии, представители которой правили в Уэльсе до утраты им независимости в 1282 году. Кроме того, предполагается, что Мервин был в качестве представителя бриттской династии королём Мэна с 825 по 836 годы.

## Биография
Родителями Мервина Вриха были Гуриад ап Элидир и Эсиллт верх Кинан, благодаря чему он стал правителем двух кельтских государств. Происхождение Мервина по мужской линии известно из валлийских источников, и производится от полулегендарного короля «Древнего Севера» Коэля Старого через Лливарха Старого, представителя регедской линии и двоюродного брата Уриена.
В балладе «Synchronisms of Merlin» (валл. Cyfoesi of Myrddin) содержится указание, что Мервин Врих родом из «земель Манау», и достаточно долгое время исследователи рассматривали два варианта его родины: остров Мэн (валл. Ynys Manaw) и территорию в районе Ферт-оф-Форт — область Манау Гододин (валл. Manaw Gododdyn), часть королевства Гододин. Однако обнаружение в 1896 году на острове Мэн каменного креста с надписью на нём «Крест Гуриата» (Crux Guriat), датируемого VIII—IX веками, сделало версию островного происхождения основной. Более того, ряд параллельных источников позволил сделать заключение о существовании регедской династии королей Мэна, последним из которых был Мервин.
Мать Мервина Эсиллт верх Кинан, была дочерью Кинана Диндайтуи ап Родри, короля Гвинеда ориентировочно с 798 по 816 годы. Конец VIII начало IX века был отмечен противоборством короля Кинана сына Родри Молуинога и Хивела, его брата. По смерти Кинана трон Гвинеда занял именно Хивел, однако после кончины последнего в 825 году прямая мужская линия первой королевской династии Гвинеда — потомков Кунеды, пресеклась. Эти обстоятельства и родство с домом Кунеды по матери дали Мервину возможность включится в борьбу за престол северного валлийского королевства, а тот факт, что все источники знают его следующим королём, указывает, что его борьба была успешной. Согласно Гвентианской Хронике, в 818 году Мервин приступил к правлению в Гвинеде и в Поуисе. В этом же году произошло сражение при Лланфаесе, что на острове Мона.
О деяниях Мервина на острове Мэн информации не сохранилось, однако существование в Гвинеде множества партий, позволяет сделать вывод о том, что тот был достаточно занят валлийскими делами, что позволило норвежско-ирландскому правителю Гебрид Годреду МакФергюсу взять под свою руку остров Мэн около 836 года.
С целью упрочения своих позиций в Уэльсе Мервин продолжил матримониальную политику отца и женился на Нест верх Каделл, дочери Каделла ап Брохвайла, сестре Кингена ап Каделла, короля Поуиса.
Мервин упоминается в двух современных ему письменных источниках: «Истории бриттов» (лат. Historia brittonum), традиционно приписываемой Неннию и, так называемом, «Бамбергском манускрипте» (по городу Бамберг во Франконии). Глава 16 «Истории бриттов», посвящённая привязке сочинения во времени, позволяет сделать вывод о том, что этот известный труд был создан на четвёртый год правления Мервина, и, как некоторые полагают, при его дворе. «Бамбергский манускрипт» содержит в глоссах на полях следующую дефиницию: «Мервин, славный король бриттов». Кроме того, манускрипт имеет ещё ряд интересных моментов, например, он содержит одну из первых зафиксированных криптограмм (латинский текст был записан соответствующими по номеру греческими буквами), во вторых, в данной криптограмме содержится фраза «Король Мервин приветствует Кингена», что ещё раз подчёркивает близость короля Гвинеда к правителю Поуиса. Ну и наконец, сама криптограмма содержит историю четырёх ирландских монахов, остановившихся при дворе Мервина, которая в очередной раз иллюстрирует, что одной из основных безопасных точек на пути ирландских миссионеров на пути в Европу был Гвинед.
Согласно «Анналам Камбрии» Мервин умер в 844 году. Предполагают, что он, на протяжении девятнадцати лет противостоявший норманнам, погиб в битве, однако сложность толкования текста не позволяют утверждать это однозначно. Согласно же Гвентианской Хронике, в 838 году в битве в Кивейлиоге, между валлийцами и Бертуридом Мерсийским, погиб Мервин Веснушчатый
После себя Мервин оставил наследником короны Гвинеда своего сына — Родри ап Мервина, прозванного Великим, а родство с Кингеном королём Поуиса, позволило сыну Мервина получить и этот престол.